# Roy Estrada
Roy Estrada (Santa Ana, 17 aprile 1943) è un musicista statunitense.

## Biografia
Bassista e membro della formazione originale dei  Mothers of Invention era stato precedentemente fra i fondatori dei Soul Giants nel 1964, band dalla quale si formarono i Mothers e composta anche da Jimmy Carl Black e Ray Collins.
Dopo il periodo trascorso con Frank Zappa e Mothers, Estrada formò, nel 1969, i Little Feat, e collaborò con Captain Beefheart e la sua Magic Band.
Estrada tornò ancora con Zappa per il tour del 1976 e mise a disposizione voce e gas mask per il film del 1979 Baby Snakes e ancora con Zappa partecipò come cantante agli album You Are What You Is e The Man from Utopia.
Estrada ha scontato sei anni in prigione a causa di atti osceni su minori commessi nella Orange County in California nel dicembre 1994. Nel gennaio 2012 è stato condannato per violenza continuata su minori, 25 anni di carcere senza la libertà sulla parola. Quindi ora dopo l'arresto e il carcere la sua carriera musicale si può definire quasi certamente conclusa dopo ben 48 anni di attività, dato che finirà di scontare la pena nel 2037.